# Divizia B 1972-1973
Divizia B 1972–1973 a fost al 33-lea sezon al celui de-al doilea nivel al sistemului de ligi ale fotbalului românesc.

## Formatul
Formatul a fost menținut la două serii, fiecare dintre serii având 16 echipe. La sfârșitul sezonului câștigătorii seriei au promovat în Divizia A și niciuna dintre echipe nu a retrogradat în Divizia C din cauza extinderii ligii începând cu sezonul 1973–74.

## Schimbări de echipă
| Promovat din Divizia C - Delta Tulcea - Gloria Buzău - Metalul Turnu Severin - Metrom Brașov Retrogradat din Divizia A - Politehnica Iași - Crișul Oradea | Retrogradat în Divizia C - Poiana Câmpina - Gaz Metan Mediaș - Portul Constanța - Vulturii Textila Lugoj Promovat în Divizia A - Sportul Studențec - CSM Reșița |

### Echipe redenumite
Chimia Făgăraș a fost redenumită Nitramonia Făgăraș.
Crișul Oradea a fost redenumit FC Bihor Oradea.
Metalul Târgoviște a fost redenumit CS Târgoviște.
Politehnica Galați a fost redenumită CSU Galați.

## Clasamente

### Seria I

#### Clasamentul Seriei I
| Loc | Echipa                  | MJ | V  | E | Î  | GM | GP | DG  | Pct | Promovare                            |
| --- | ----------------------- | -- | -- | - | -- | -- | -- | --- | --- | ------------------------------------ |
| 1   | Politehnica Iași (C, P) | 30 | 16 | 6 | 8  | 56 | 29 | +27 | 38  | Promovarea în Divizia A              |
| 2   | Metalul București       | 30 | 14 | 8 | 8  | 39 | 24 | +15 | 36  |                                      |
| 3   | Gloria Buzău            | 30 | 13 | 7 | 10 | 35 | 31 | +4  | 33  |                                      |
| 4   | FC Galați               | 30 | 14 | 5 | 11 | 39 | 41 | −2  | 33  |                                      |
| 5   | CFR Pașcani             | 30 | 13 | 5 | 12 | 40 | 32 | +8  | 31  |                                      |
| 6   | SN Oltenița             | 30 | 13 | 5 | 12 | 33 | 34 | −1  | 31  |                                      |
| 7   | Progresul București     | 30 | 11 | 9 | 10 | 25 | 26 | −1  | 31  |                                      |
| 8   | Metalul Plopeni         | 30 | 11 | 8 | 11 | 32 | 26 | +6  | 30  |                                      |
| 9   | Știința Bacău           | 30 | 12 | 6 | 12 | 32 | 35 | −3  | 30  |                                      |
| 10  | Chimia Râmnicu Vâlcea   | 30 | 11 | 7 | 12 | 36 | 38 | −2  | 29  | Calificare în Cupa Cupelor 1973-1974 |
| 11  | CS Târgoviște           | 30 | 10 | 8 | 12 | 23 | 30 | −7  | 28  |                                      |
| 12  | Dunărea Giurgiu         | 30 | 11 | 5 | 14 | 37 | 39 | −2  | 27  |                                      |
| 13  | Ceahlăul Piatra Neamț   | 30 | 9  | 9 | 12 | 28 | 32 | −4  | 27  |                                      |
| 14  | Delta Tulcea            | 30 | 9  | 9 | 12 | 28 | 38 | −10 | 27  |                                      |
| 15  | Progresul Brăila        | 30 | 10 | 6 | 14 | 30 | 37 | −7  | 26  |                                      |
| 16  | CSU Galați              | 30 | 9  | 5 | 16 | 25 | 46 | −21 | 23  |                                      |

### Seria II

#### Clasamentul Seriei II
| Loc | Echipa                       | MJ | V  | E | Î  | GM | GP | DG  | Pct | Promovare               |
| --- | ---------------------------- | -- | -- | - | -- | -- | -- | --- | --- | ----------------------- |
| 1   | Politehnica Timișoara (C, P) | 30 | 17 | 8 | 5  | 54 | 23 | +31 | 42  | Promovarea în Divizia A |
| 2   | Bihor Oradea                 | 30 | 15 | 7 | 8  | 54 | 32 | +22 | 37  |                         |
| 3   | Olimpia Satu Mare            | 30 | 16 | 7 | 7  | 40 | 24 | +16 | 39  |                         |
| 4   | F.C. Baia Mare               | 30 | 13 | 6 | 11 | 35 | 27 | +8  | 32  |                         |
| 5   | CSM Sibiu                    | 30 | 13 | 6 | 11 | 35 | 28 | +7  | 32  |                         |
| 6   | Metrom Brașov                | 30 | 13 | 4 | 13 | 43 | 37 | +6  | 30  |                         |
| 7   | Nitramonia Făgăraș           | 30 | 13 | 2 | 15 | 43 | 41 | +2  | 28  |                         |
| 8   | Gloria Bistrița              | 30 | 12 | 4 | 14 | 29 | 39 | −10 | 28  |                         |
| 9   | Minerul Anina                | 30 | 12 | 4 | 14 | 29 | 46 | −17 | 28  |                         |
| 10  | CFR Timișoara                | 30 | 11 | 4 | 15 | 33 | 38 | −5  | 26  |                         |
| 11  | Corvinul Hunedoara           | 30 | 12 | 6 | 12 | 32 | 37 | −5  | 30  |                         |
| 12  | Metalul Turnu Severin        | 30 | 12 | 2 | 16 | 37 | 43 | −6  | 26  |                         |
| 13  | Electroputere Craiova        | 30 | 12 | 2 | 16 | 30 | 41 | −11 | 26  |                         |
| 14  | CFR Arad                     | 30 | 11 | 4 | 15 | 33 | 45 | −12 | 26  |                         |
| 15  | Metalurgistul Cugir          | 30 | 10 | 5 | 15 | 27 | 39 | −12 | 25  |                         |
| 16  | Olimpia Oradea               | 30 | 10 | 5 | 15 | 36 | 50 | −14 | 25  |                         |